# Copa Tom Hoad
La Copa Tom Hoad fue una competición internacional de waterpolo que se celebraba en el oeste de Australia. Fue organizado de 2003 a 2011.
La organizaba el Melville Water Polo Club y tiene ese nombre en honor a Tom Hoad, jugador y seleccionador australiano de waterpolo.

## Palmarés
| N.º  | Año  | Primero               | Segundo               | Tercero                | Cuarto                            |
| ---- | ---- | --------------------- | --------------------- | ---------------------- | --------------------------------- |
| IX   | 2011 | VK Partizan           | Fremantle Mariners    | Barbarians             | Japón                             |
| VIII | 2010 | Szeged VE             | Fremantle Mariners    | Guangdong              | Japón                             |
| VII  | 2009 | Fremantle Mariners    | Barbarians            | Vasas Sport Club       | China                             |
| VI   | 2008 | Barbarians            | Fremantle Mariners    | Guangdong              | Ethnikos Piraeus                  |
| V    | 2007 | Australian All Stars  | Fremantle Mariners    | VK Partizan            | Rumanía                           |
| IV   | 2006 | VK Partizan           | Fremantle Mariners    | Brescia Leonessa Nuoto | China                             |
| III  | 2005 | Fremantle Mariners    | BVSC                  | Guangdong              | Sudáfrica                         |
| II   | 2004 | Fremantle Mariners    | Rari Nantes Florentia | Guangdong              | Croacia selección nacional junior |
| I    | 2003 | Rari Nantes Florentia | Fremantle Mariners    | Medvescak              | Combinado de Atenas               |